# Johannes Christopher Nyholm
Johannes Christopher Nyholm (24. november 1803 på Turebyholm – 28. januar 1867 på Baggesvogn) var en dansk landmand og politiker.
Nyholm fødtes 1803 (ikke som nogle gange anført 1804) på Turebyholm, hvor hans fader, Lars Christian Nyholm (1758-1824), var godsforvalter for Grevskabet Bregentved; hans moder hed Anna f. Brandt (1771-1805). Han blev 1823 student fra Vordingborg Skole og tog også Anden Eksamen, men vendte sig derefter til landvæsenet. Han ejede først Duemosegård ved Græsted 1828-30, købte 1830 Sohngårdsholm ved Aalborg og Vorgård i Bælum Sogn, men solgte dem for at købe Baggesvogn ved Hjørring 1837; 10 år senere købte han tillige Vrejlev Kloster, som han 1856 solgte til sin ældste søn. I begyndelsen gik det med ringe overskud på Duemosegård, som dog havde 15 tdr. hartkorn, "sultede de unge Folk" – det var jo i landmændenes værste tid –, og både Sohngårdsholm og Baggesvogn var i en meget slet stand, da Nyholm købte dem af staten, den sidste for 90.000 Rdl. Men han var en dygtig landmand, opdyrkede store hedestrækninger og opførte 2 afbyggergårde samt forøgede kvægbesætningen i 15 år til mere end tredobbelt størrelse. Han arbejdede også for kvæg- og hesteavlens forbedring ved engelske racer, foretog store beplantninger og gav ved hele sin drift gavnlige forbilleder for omegnens bønder, hvorfor man også må tilskrive ham en væsentlig del af æren for landbrugets blomstring i Vendsyssel. Sit fæstegods (over 200 tdr. hartkorn) solgte han i 1843 meget billigt til bønderne. Han var 1842-60 medlem af amtsrådet, 1845 medstifter af Hjørring Amts landøkonomiske forening og 1851-60 formand, 1850 medstifter af den nørrejyske kreditforening og 1858-62 formand for dens repræsentantskab, 1852 en af hovedmændene for dampskibsfarten mellem Frederikshavn og København. Også fik han 1849 sæde i den store landbokommission og 1851 i stutterikommissionen samt førte 1856 forsædet på landmandsforsamlingen i Ålborg.
Det var dog ikke alene af landbrugets udvikling, at Nyholm har gjort en forskel for sine omgivelser, også i det offentlige liv var han en snes år aktiv. I den nørrejyske stænderforsamling havde han sæde 1838-48 og blev meget brugt i udvalg, ikke alene om landbo- og finansforhold, men også om de store politiske spørgsmål f.eks.: skattebevillingsret, trykkefrihed, den slesvigske sag og almindelig værnepligt. Han stod afgjort på den frisindede side, talte ivrigt for den nye landkommunallov, for fæstegodsets salg til bønderne, for forbedringer i husmændenes kår, for det privilegerede hartkorns afløsning samt imod len og stamhuse, og han gjaldt, skønt selv godsejer, for en af bøndernes bedste talsmænd. Han fik derfor også 1846 en æresgave fra Vendsyssels bønder. 1848 valgtes han til den grundlovgivende rigsforsamling, var medlem både af Adresse- og Finansudvalget, men hørte her til Højre og talte for klassevalg og et enkelt ting. Derefter var han 1850-59 med et par afbrydelser Landstingsmand. Også som sådan var han i de 3 første samlinger medlem af Finansudvalget og ordfører for flere landbolove. Han talte for udvidet valgret til amts- og sogneråd, for tiendens fastsættelse og for selvejendoms fremme, men ville ingen tvungen fæsteafløsning og stemte imod de nye love om jagtretten og om møllenæringen som formentlige indgreb i ejendomsretten. I de politiske spørgsmål skilte han sig fra sine tidligere meningsfæller, ville hverken 1852 eller 1854 være med at udtale mistillid til ministeriet; i foråret 1853 var han formand for den forenede Rigsdag, der endelig vedtog Arvefølgeloven. Nyholm, som 1853 blev etatsråd, førte i mange år et meget gæstfrit hus på Baggesvogn, indtil han 1860 købte Dronninggård ved Furesøen og flyttede her til; 1866 solgte han dog igen sin nye ejendom og flyttede tilbage til Baggesvogn, hvor han døde 28. januar 1867. Han havde 10. august 1827 ægtet Adelheid Margrethe Bang (1806-1861), datter af birkedommer Hans Jørgen Bang (1758-1826).